# Sorbus cashmiriana
Sorbus cashmiriana es una especie de arbusto perteneciente a la familia de las rosáceas. Es originaria de Asia, encontrándose en el oeste del Himalaya, incluida Cachemira.

## Descripción
Es un pequeño árbol caducifolio que alcanza un tamaño de, por lo general de corta duración caduca árbol de crecimiento de 6-8 m de altura, con un tronco de hasta 25 cm de diámetro. La corteza es lisa de color gris o rojo-gris. Las hojas de 15-23 cm de largo, pinnadas con 15-21 folíolos, de color verde oscuro por el haz y más claras por el envés, el peciolo de color rojizo, los foliolos de 3-5.5 cm de largo y 1,5-2 cm, con el margen serrado. Las flores tienen 7-10 mm de diámetro, con cinco pétalos de color rosa muy pálido y estambres amarillento pálido, se producen en corimbos en primavera. La polinización es efectuada por insectos. El fruto es un pomo de color blanco a blanco-rosado de 12-15 mm de diámetro, la maduración se produce en el otoño y con frecuencia persiste mucho después de la caída de las hojas en invierno.

## Cultivo y usos
Es un popular árbol ornamental en los jardines del noroeste de  Europa, que se cultiva por sus racimos de fruta blanca.

## Taxonomía
Sorbus cashmiriana fue descrita por Johan Teodor Hedlund y publicado en Kongliga Svenska Vetenskaps Academiens Handlingar, n.s. 35(1): 35, en el año 1901.